# 指

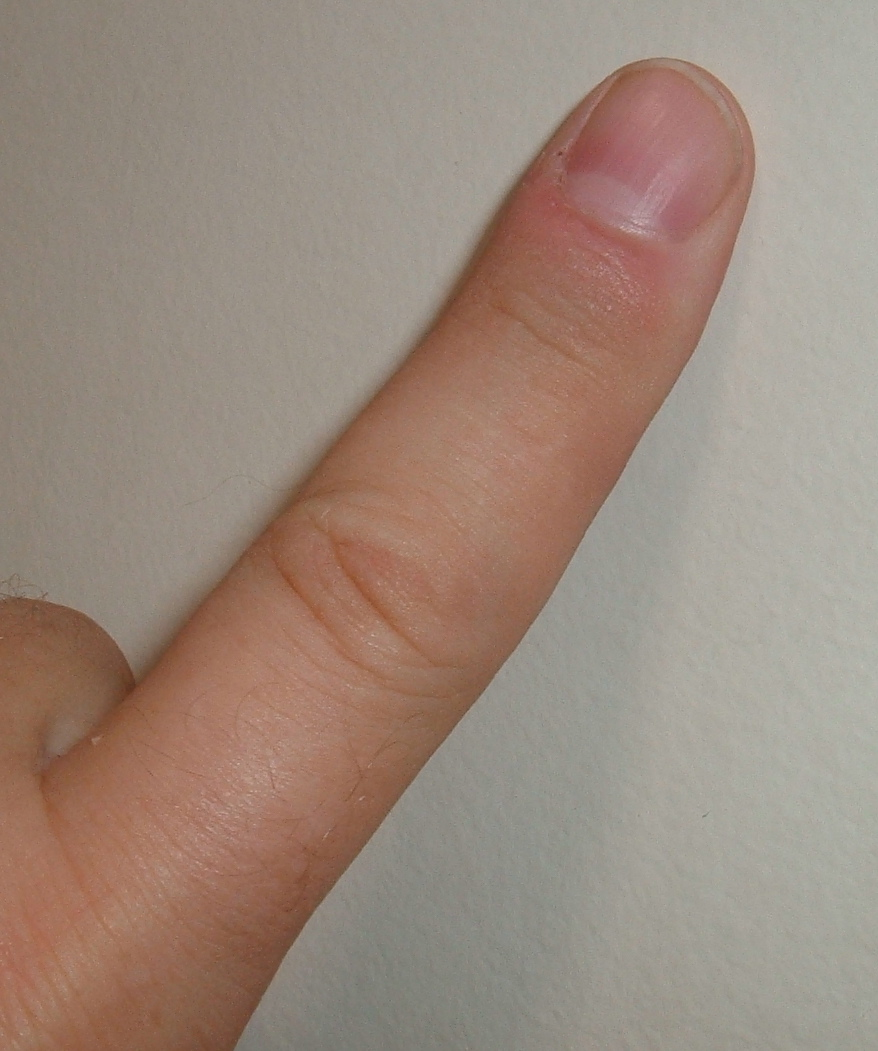
指

指（ゆび）は、一般的に人間の身体の一部で、手や足の末端部にある突出部で、中に関節のある骨格を含む。人が日常的に使う部位だけに様々な意味合いを持つ言葉に発展し、慣用句でも多用されている。相同な構造は四肢動物全般に見られ、四肢の形成の初期から存在する物である。
大和言葉としての「ゆび」は手足両方を指すが、漢字の「指」は手偏が付いていることからもわかるとおり、本来は手の「ゆび」を意味する。英語などのゲルマン語や中国語では手の「ゆび」と足の「ゆび」を区別する。「finger」と「toe」、「Finger」と「Zehe」、「手指」と「脚趾」など。英語では日本語の指と同様に親指を含めてfinger(s)と呼ぶ場合と、親指を除いた4本のみをfingerとする場合がある。日本語でも、医学用語では「指」と「趾」を区別する。
一方、仏: doigt・西: dedo・伊: ditoなどは「ゆび」と同様、手足ともに用いられる。

## 形態学的観察
指はそれを所有する人間、動物によっては構成要素や構造が様々であり、その機能に見合った生活をしている。基本的には四肢を持つ脊椎動物に存在するもので、それ以外の動物の場合、類似の構造をこう呼ぶ場合があるが、普遍性のあるものはない。
人を含め左右の手あるいは腕や足にそれぞれ生物固有の本数と形状で備わり、付属器官として爪、指紋、外分泌器などがあり、外部への攻撃やモノの把持、触覚、歩行における体重移動の補助機関などとして働く。
形態学的に指は多くの関節と腱と筋肉から構成され、複雑な動きに耐えるモノが多い。また、その先端には角質化した爪があり、これも様々な形があって、指の働きを補助する。

### 霊長類の指と皮膚
霊長類、人の手の皮膚は無毛皮と有毛皮とで組成されており、共通して掌は無毛皮、手の甲は有毛皮である。無毛皮には高い密度で触覚に関する感覚細胞が配置し、敏感な触覚器となっている。無毛皮は独特の皮膚紋を持ち、指のそれを指紋と呼んでいる。

### 指の本数
動物の種によって、また生まれ付いての突然変異によって指の本数は変わってくる。
人の指の数は一つの手足に対して5本である。それ以外は奇形として扱われ、「多指症」「合指症」「欠指症」などの名称で呼ばれている。また、指先の長さが短い物も「短指症」という奇形であり、オルブライト遺伝性骨異栄養症などの影響によって、特に手の親指の爪が、足の親指と同じ形状となって現れる。
動物の指の数は進化の分岐と共に分かれ、種によって指の本数が異なる。偶蹄目は第三趾・第四趾が発達し他は退化、奇蹄目とされるウマは第三趾のみ発達し他は退化。鳥類はダチョウが2本の指で、走行を主とした機能を果たしている。それに対し他の鳥の多くが4本指で前後逆向きについており、指でモノを挟むことができるようになっている。パンダは5本に加え、こぶが1本あり、指が6本あるように見える。イヌは親指の爪を狼爪と呼んでおり、後肢の狼爪は退化・消滅していることが多い。バクは前肢4本後肢3本、サイは3本と、種によって指の本数は大きく変わる。

### 系統との関係
四肢は魚類から両生類が進化する過程において、胸びれと腹びれ、いわゆる対鰭を支える柄の部分から発達したものである。その際、その外側に配置した骨から生じたのが指である。これは、足が地面を掻く際の引っかかりになるように発達したものであろう。
ごく初期の両生類においては、5本より多くの指を持つ例がいくつか知られているが、この時期に次第に整理され、最終的には前後とも5本の指があるのが定型となった。したがって、それ以降の脊椎動物の各群においても5本が基本であり、そこからの特殊化の過程において、様々な本数、形態のものが生じた。特に変化の激しいのが鳥類であり、前足は飛行のための翼となり、その過程において、親指を除いて独立の指は見られない。後肢は多くのものでは4本であるが、内の1本が完全に後ろを向く。

### 形態と適応
当初の指は足の先端のわずかな突起であったようであるが、動物の陸上進出、それにつれてのニッチの拡大にしたがって、その形態も多様化した。
細長い指は、関節で折り曲げることで物を掴む機能を持つ。樹上生活においては、細い枝を持つのに適した構造となる。樹上性のカエルや、サル類においてこれは著しく見られる。また、食物を掴むなど、さらに細かい動作もこのような指によって可能となる。なお、物を掴んで操作するという点ではヒトの親指のように掌側に曲げられる指は貴重である。しかしこれを持つものは少ない。パンダの6本目というのはこのような機能を持たせたものである。
地上を走るという機能から考えた場合、むしろ長い指は邪魔であり、短くしっかりしたものが望ましい。イヌやネコなどは指を短く折り畳むようにしてこれを実現する。しかし、よりしっかりと長距離を走るには、さらに固める方が望ましく、ほとんど区別できない指に固くて厚い爪を装備する。ダチョウや有蹄類のものが有名で、これらの動物ではさらに指の減少傾向がはっきりと見られる。
水中生活には、指の間に水かきを広げて、水を掻く能力をつける（カエル・カモノハシ・アヒルなど）。より遊泳力をつけるために、指全体を厚く肉が被ってオールのような形になる例もある（ウミガメ・クジラ）。空を飛ぶためにも、指の間に水かきを発達させる例がある（トビガエル・コウモリなど）。

## ゆびの名称

### 人間の手のゆび
|  | - 第一指。親指。 - 第二指。人差し指。 - 第三指。中指。 - 第四指。薬指。 - 第五指。小指。 |

日本語の指の名称は多様である。
| 標準                                           | 親指（おやゆび）             | 人差し指（ひとさしゆび）     | 中指（なかゆび）                              | 薬指（くすりゆび）                                                                            | 小指（こゆび）               |
| ---------------------------------------------- | ---------------------------- | ---------------------------- | --------------------------------------------- | --------------------------------------------------------------------------------------------- | ---------------------------- |
| 医学（番号）                                   | 第一指（だいいちし）         | 第二指（だいにし）           | 第三指（だいさんし）                          | 第四指（だいしし）                                                                            | 第五指（だいごし）           |
| 医学（名称）                                   | 母指（ぼし）                 | 示指（じし）                 | 中指（ちゅうし）                              | 薬指（やくし） 環指（かんし）                                                                 | 小指（しょうし）             |
| 漢語                                           | 拇指（ぼし）                 | 食指（しょくし）             | 中指（ちゅうし）                              | 無名指（むめいし）                                                                            | 小指（しょうし）             |
| 幼児語                                         | お父さん指（おとうさんゆび） | お母さん指（おかあさんゆび） | お兄さん指（おにいさんゆび）                  | お姉さん指（おねえさんゆび）                                                                  | 赤ちゃん指（あかちゃんゆび） |
| その他                                         |                              | 塩嘗め指（しおなめゆび）     | 高々指（たかたかゆび） 丈高指（たけたかゆび） | 薬師指（くすしゆび） 名無し指（ななしゆび） 紅差し指（べにさしゆび） 紅付け指（べにつけゆび） |                              |
| ピアノの運指番号                               | 1                            | 2                            | 3                                             | 4                                                                                             | 5                            |
| ギターの運指番号 /運指記号 （指板側/爪弾き側） | T（まれ）/p                  | 1/i                          | 2/m                                           | 3/a                                                                                           | 4/c（まれ）                  |

医学、生物学などでは、指を番号で呼ぶ。

### 人間の足のゆび
下肢のものには漢字に「趾（し）」を用い、第一趾・第二趾・第三趾・第四趾・第五趾と書く。第一趾と第五趾は、それぞれ母趾、小趾とも呼ぶ。

### 指の内外
医学では、手の親指が外側（がいそく）、小指が内側（ないそく）であり、日常語の外側（そとがわ）、内側（うちがわ）と紛らわしい。このため、親指側を橈側、小指側を尺側と呼ぶ。足は親指が内側（ないそく）、小指が外側（がいそく）であり、日常語の内側（うちがわ）、外側（そとがわ）と一致する。足の親指側を脛側、小指側を腓側とも呼ぶ。

## 指と健康
指は手の付属器官として、健康については手を基調に語られることが多いが、知覚神経や運動神経が鋭敏である指の固有の働きは、人の日常生活に欠かすことのできないものが多く、その重要性は高い。
付属器官である爪は代謝が早く、また、爪の裏には毛細血管が走っており、その色が日常的に観察しやすいために、その時々の体調を現しやすく、様々な健康診断の指標となり、健康のバロメーターとも呼ばれる。
また、指には固まりやすい関節部が多いため、指は使わないと1週間ほどで動きがかなり鈍くなってしまう。老化に伴い、関節部の代謝は悪くなるため、老後もその機能を保持するためには、こまめに動かすことが求められる。

### 指の疾病
- 多指症
- 合指症（英語版）、Webbed toes（英語版） - 哺乳類にまれにみられる指がつながった状態の症状。
- マレット指
- 合短指症（英語版）

#### 指固有ではない疾病
白癬に侵されることがある。指の股などに多く見られ、痒みや疹、皮膚の剥がれや紅斑などを症状とする。
関節炎、関節リウマチ、腱鞘炎などによって起こる変形性関節症が関節に熱を持ち、痛み、変形、運動障害などを齎す（もたらす）。
指は関節が多く複雑な動きに耐えるが、持続的な動きや力を入れる動きには強いとは言えず、関節の機能以外の動きによって引き起こされる脱臼、無理な動きによる靭帯損傷、関節の耐久能を超えての使用による関節炎などが機能的な障害の症例に挙げられる。
関節が多く、衝撃は関節に吸収されるために指自体の骨折は比較的少ないが、突き指などによって、指の靭帯損傷のみならず、指の掌に隠された部位の骨折を引き起こしていることがある。また重量物による圧迫が外傷がなくとも骨折を引き起こしていることもあり、曲げることが可能でも響くような痛みを伴う時はレントゲンによる観察が必要となる。
他には痛風、胼胝（タコ）、レイノー病、頸肩腕症候群(キーパンチャー病)、ビュルガー病、フィラリア症などが引き起こす象皮病など膠原病、他に爪の病気などが指周辺部に症状を引き起こす病気として多く挙げられる。
別の場所の問題が指に放散痛として現れる場合もある。

## 文化
- 日本語で、指は指示や指摘の意味で用いられることが多く、それらに関連する語彙が最も多い。「指を差す」「後指をさす」
- 日本語で、指は数を数える指標として用いることがある。「指を折る」
  - 日本で指を用いて数える時は、人差し指を立てて 1、さらに中指を立てて 2、さらに薬指を立てて 3、さらに小指を立てて 4、さらに親指を立てて片手を広げて 5 を表す。両手を使うと十進数 10 まで、両手に両足を加えると十進数 20 = 二十進数 10 までを表現できる。左右の手指に限らず、「拳」または「親指と人差し指で円を作ること」で 0 を意味することがある。
  - 十進法や二十進法の外に、指を使って二進法や六進法で数える方法がある。二進数では、片手で 11111（十進数31）まで、両手で 1111111111（十進数1023）までを表現できる（→二進指数え法）。六進数では、両手で55（十進数35）まで、両手両足で5555（十進数1295）までを表現できる。
  - 競売や競りの時の数の表記には、その会場のルールが用いられるが、表意に指が使われることがある。
- 指人形：指に人形を模した被せ物をし、指を動かすことで動作をさせるもの。手全体に被せて動かす人形を言う場合もある。パペットではなくギニョールと言う。
- 指金：指を細く美しくするために挿す金の輪。指輪や指貫のことを指す場合もある。

### 慣用句
- 指を折る：指折りの、屈指の、多くの中で指を折って数え上げるほど優れていること。また、数える時の動態。
- 指を差す：モノを指で示すこと。人をあざけりそしること。手を出すこと。
- 指一本も差させない：他者に少しも非難を許さない潔癖な状態。また人に干渉させないことを言う。
- 指の股を広げる：太鼓持ちが遊客をおだてて機嫌を取るさまを言う。
- 指果報：指紋を見て占いをすること。転じて、思いがけない幸せ。

### 行動
- 指数え
- 指さし（英語版） ‐ 人間においては、0歳児から指さし行動が見られる。
- 指しゃぶり（英語版）
- 指で銃を撃つポーズ（英語版）
- 指相撲：手を組み合わせ、指を力士に見立て押さえあう遊戯。
- 指笛：指を口に入れ、笛のように音を出すこと。またその演奏。
- 指切り：誓約の証に小指を切ること。また、それに託けた小指を曲げて引っ掛け合い、誓約をすること。げんまん。
- 指遊びや指を使っての影絵などは、地方によって様々な伝統や風習が存在する。また年代による違いも存在する。
  - 人差し指と中指を立てるVサインまたはピースサインの表現形態は時代による流行がある。
- 指鳴らし（フィンガースナップ、指パッチン）
- 指詰め

### 指具
指にはめる道具として、サック、手袋、軍手などがあり、装飾や保護の役割を果たす。サックは事務用途として、書類をめくりやすくする目的で用いられることがある。
また爪に着ける道具として、付け爪、マニキュアなどがあり、ネイルケアとして装飾や保護の役割を果たす。
裁縫を行う時に針の頭を押すために指貫を用いることもある。金属、プラスチック、革などがある。